# Cras (Lot)
Cras is een gemeente in het Franse departement Lot (regio Occitanie) en telt 92 inwoners (2009). De plaats maakt deel uit van het arrondissement Cahors.

## Geografie
De oppervlakte van Cras bedraagt 10,3 km², de bevolkingsdichtheid is dus 8,9 inwoners per km².
De onderstaande kaart toont de ligging van Cras (Lot) met de belangrijkste infrastructuur en aangrenzende gemeenten.

## Demografie
Onderstaande figuur toont het verloop van het inwonertal (bron: INSEE-tellingen).